# Lac Forant
Lac Forant är en sjö i Kanada.   Den ligger i regionen Outaouais och provinsen Québec, i den sydöstra delen av landet, 160 km nordväst om huvudstaden Ottawa. Lac Forant ligger 260 meter över havet.
I omgivningarna runt Lac Forant växer i huvudsak blandskog. Trakten runt Lac Forant är nära nog obefolkad, med mindre än två invånare per kvadratkilometer.